# Az RB Leipzig 2021–2022-es szezonja
Ez a szócikk az RB Leipzig 2021–2022-es szezonjáról szól, mely sorozatban a 6. idénye a német első osztályban, fennállásának pedig a 13 idénye. Az előző szezon ezüstérmeseként a hazai bajnokság mellett a német kupában és a bajnokok ligájában indult. A szezon 2021. augusztus 7-én kezdődött és 2022. május 14-én fejeződött be.

## Mezek
Gyártó: Nike
mezszponzor: Red Bull
| Hazai | Vendég |

## Felkészülési és barátságos mérkőzések
| 2021. július 17. 18:00, Barátságos |

| RB Leipzig    | 1 – 0       | AZ |
| ------------- | ----------- | -- |
| Samardžić 51' | Jegyzőkönyv |    |

| Trainingszentrum RB Leipzig Platz 1, Lipcse, Németország Nézőszám: 600 |

| 2021. július 23. 18:00, Barátságos |

| RB Leipzig  | 1 – 2               | Montpellier            |
| ----------- | ------------------- | ---------------------- |
| Sørloth 10' | (1 – 0) Jegyzőkönyv | 94' Makouana 116' Wahi |

| Trainingszentrum RB Leipzig Platz 1, Lipcse, Németország Nézőszám: 650 |

| 2021. július 31. 16:00, Barátságos |

| RB Leipzig | 1 – 1               | Ajax     |
| ---------- | ------------------- | -------- |
| Nkunku 54' | (0 – 1) Jegyzőkönyv | 4' Tadić |

| DAS.GOLDBERG Stadion, Grödig, Ausztria Nézőszám: 820 Játékvezető: Christopher Jäger (osztrák) |

| 2021. július 31. --:--, Barátságos |

| RB Leipzig             | 1 – 0 | el-Hilál |
| ---------------------- | ----- | -------- |
| Forsberg ?' (11-esből) |       |          |

| DAS.GOLDBERG Stadion, Grödig, Ausztria |

## Átigazolások
2021. évi nyári átigazolási időszak, 
 2022. évi téli átigazolási időszak

### Érkezők
| Dátum               | Mezszám | Poszt       | Nemzet   | Név               | Kor | Honnan              | Szerződés megnevezése | Átigazolási időszak                 | Szerződés vége | Átigazolás összege  |
| ------------------- | ------- | ----------- | -------- | ----------------- | --- | ------------------- | --------------------- | ----------------------------------- | -------------- | ------------------- |
| 2021 július 01.     | 2       | hátvéd      | francia  | Mohamed Simakan   | 21  | Strasbourg          |                       | 2021. évi nyári átigazolási időszak | 15M €          |                     |
| 2021 július 01.     | 21      | csatár      | holland  | Brian Brobbey     | 19  | Ajax                | ingyen                | 2021. évi nyári átigazolási időszak |                |                     |
| 2021 július 01.     | 32      | hátvéd      | horvát   | Joško Gvardiol    | 19  | Dinamo Zagreb       | Kölcsönből vissza     | 2021. évi nyári átigazolási időszak |                | Lejárt a szerződése |
| 2021 július 01.     | 39      | hátvéd      | német    | Benjamin Henrichs | 24  | AS Monaco           | Kölcsön után végleg   | 2021. évi nyári átigazolási időszak | 15M €          |                     |
| 2021 július 01.     |         | középpályás | amerikai | Caden Clark       | 18  | New York Red Bulls  | átigazolás            | 2021. évi nyári átigazolási időszak | 1,820M €       |                     |
| 2021. július 02.    | 33      | csatár      | portugál | André Silva       | 25  | Eintracht Frankfurt | átigazolás            | 2021. évi nyári átigazolási időszak | 23M €          |                     |
| 2021. augusztus 31. |         | középpályás | guineai  | Ilaix Moriba      | 18  | Barcelona           | átigazolás            | 2021. évi nyári átigazolási időszak | 23M €          |                     |

### Távozók
| Mezszám | Dátum                              | Poszt       | Nemzet   | Név               | Kor | Hová                     | Ár                                                               | forrás      |
| ------- | ---------------------------------- | ----------- | -------- | ----------------- | --- | ------------------------ | ---------------------------------------------------------------- | ----------- |
| 5       | 2021. július 1.                    | Hátvéd      | francia  | Dayot Upamecano   | 22  | Bayern München           | 42,5 M €                                                         | [ 2 ]       |
| 6       | 2021. július 1.                    | Hátvéd      | francia  | Ibrahima Konaté   | 22  | Liverpool                | 41,5 M €                                                         | [ 3 ] [ 4 ] |
| 19      | 2021. július 1.                    | középpályás | osztrák  | Hannes Wolf       | 22  | Borussia Mönchengladbach | 9,5 M €                                                          |             |
| 35      | 2021. július 1.                    | középpályás | német    | Fabrice Hartmann  | 20  | SC Paderborn 07          | kölcsönbe                                                        | [ 5 ]       |
|         | 2021. július 1.                    | középpályás | amerikai | Caden Clark       | 18  | New York Red Bulls       | kölcsönbe                                                        | [ 6 ]       |
| 20      | 2021. augusztus 5.                 | középpályás | német    | Lazar Samardžić   | 19  | Udinese                  | 3 M €                                                            | [ 7 ]       |
| 19      | 2021. augusztus 25.                | csatár      | norvég   | Alexander Sørloth | 25  | Real Sociedad            | kölcsönbe                                                        | [ 8 ]       |
| 7       | 2021. augusztus 30.                | középpályás | osztrák  | Marcel Sabitzer   | 25  | Bayern München           | 15M €                                                            | [ 9 ]       |
| 41      | 2021. augusztus 31.                | középpályás | angol    | Ademola Lookman   | 25  | Leicester City           | kölcsönbe                                                        | [ 10 ]      |
| 21      | 2022. január 1.                    | csatár      | holland  | Brian Brobbey     | 20  | Ajax                     | kölcsönbe                                                        | [ 11 ]      |
| 36      | 2022. január 1.                    | hátvéd      | brazil   | Luan Cândido      | 21  | Red Bull Bragantino      | kölcsön után végleg                                              | [ 12 ]      |
| 43      | 2022. január 1., 2022. február 22. | hátvéd      | uruguayi | Marcelo Saracchi  | 23  | Levante                  | közös megegyezéssel szerződést bontottak, majd után csatlakozott | [ 13 ]      |
| 47      | 2022. január 21.                   | középpályás | német    | Joscha Wosz       | 19  | Hallescher               | kölcsönbe                                                        | [ 14 ]      |
| 26      | 2022. január 28.                   | középpályás | guineai  | Ilaix Moriba      | 19  | Valencia                 | kölcsönbe                                                        | [ 15 ]      |
| 35      | 2022. január 28.                   | csatár      | német    | Fabrice Hartmann  | 20  | Eintracht Braunschweig   | kölcsönbe                                                        | [ 16 ]      |
| –       | 2022. február 9.                   | középpályás | amerikai | Caden Clark       | 20  | Eintracht Braunschweig   | kölcsönbe                                                        | [ 17 ]      |

## Tabella
| Hely. | Csapat            | M  | Gy | D  | V  | G+ | G– | Gk  | P  | Továbbjutás vagy kiesés    |
| ----- | ----------------- | -- | -- | -- | -- | -- | -- | --- | -- | -------------------------- |
| 2.    | Borussia Dortmund | 34 | 22 | 3  | 9  | 85 | 52 | +33 | 69 | Bajnokok Ligája–csoportkör |
| 3.    | Bayer Leverkusen  | 34 | 19 | 7  | 8  | 80 | 47 | +33 | 64 | Bajnokok Ligája–csoportkör |
| 4.    | RB Leipzig        | 34 | 17 | 7  | 10 | 72 | 37 | +35 | 58 | Bajnokok Ligája–csoportkör |
| 5.    | Union Berlin      | 34 | 16 | 9  | 9  | 50 | 44 | +6  | 57 | Európa-liga–csoportkör     |
| 6.    | SC Freiburg       | 34 | 15 | 10 | 9  | 58 | 46 | +12 | 55 | Európa-liga–csoportkör     |

## Keret
Legutóbb frissítve: 2022. február 22-én lett.
A vastaggal jelzett játékosok felnőtt válogatottsággal rendelkeznek.
| Mezszám       | Név                | Nemzetiség     | Születési hely   | Születési idő                  | Pályára lépés(ek) | Gólok   | Korábbi csapat           | Érték (€)  | Szerződés lejárta |
| Kapusok       | Kapusok            | Kapusok        | Kapusok          | Kapusok                        | Kapusok           | Kapusok | Kapusok                  | Kapusok    | Kapusok           |
| ------------- | ------------------ | -------------- | ---------------- | ------------------------------ | ----------------- | ------- | ------------------------ | ---------- | ----------------- |
| 1             | Gulácsi Péter      | magyar         | Budapest         | 1990. május 6. (34 éves)       | 255               | 0       | FC Red Bull Salzburg     | 11 000 000 | 2025.06.30.       |
| 13            | Philipp Tschauner  | német          | Schwabach        | 1985. november 3. (39 éves)    | 0                 | 0       | Hannover 96              | 300 000    | 2022.06.30.       |
| 31            | Josep Martínez     | spanyol        | Alzira           | 1998. május 27. (26 éves)      | 4                 | 0       | UD Las Palmas            | 2 500 000  | 2024.06.30.       |
| Védők         |                    |                |                  |                                |                   |         |                          |            |                   |
| 2             | Mohamed Simakan    | francia · GUI  | Marseille        | 2000. május 3. (24 éves)       | 28                | 0       | RC Strasbourg            | 18 000 000 | 2026.06.30.       |
| 3             | Angeliño           | spanyol        | Coristanco       | 1997. január 4. (28 éves)      | 83                | 10      | Manchester City FC       | 30 000 000 | 2025.06.30.       |
| 4             | Willi Orbán        | magyar · német | Kaiserslautern   | 1992. november 3. (32 éves)    | 222               | 20      | 1. FC Kaiserslautern     | 14 000 000 | 2025.06.30.       |
| 16            | Lukas Klostermann  | német          | Gevelsberg       | 1996. június 3. (28 éves)      | 221               | 13      | VfL Bochum               | 23 000 000 | 2024.06.30.       |
| 22            | Nordi Mukiele      | francia · COD  | Montreuil        | 1997. november 1. (27 éves)    | 135               | 10      | Montpellier Hérault SC   | 25 000 000 | 2023.06.30.       |
| 23            | Marcel Halstenberg | német          | Laatzen          | 1991. szeptember 27. (33 éves) | 185               | 13      | FC St. Pauli             | 7 000 000  | 2022.06.30.       |
| 32            | Joško Gvardiol     | CRO            | Zágráb           | 2002. január 23. (23 éves)     | 31                | 2       | GNK Dinamo Zagreb        | 25 000 000 | 2026.06.30.       |
| 35            | Solomon Bonnah     | NED · ghána    | Amszterdam       | 2003. augusztus 19. (21 éves)  | 4                 | 0       | utánpótlásból került fel | 750 000    | 2023.06.30.       |
| 39            | Benjamin Henrichs  | német · ghána  | Bocholt          | 1997. február 23. (28 éves)    | 41                | 2       | AS Monaco FC             | 9 000 000  | 2025.06.30.       |
| Középpályások |                    |                |                  |                                |                   |         |                          |            |                   |
| 8             | Amadou Haidara     | mali           | Bamako           | 1998. január 31. (27 éves)     | 105               | 11      | FC Red Bull Salzburg     | 24 000 000 | 2025.06.30.       |
| 14            | Tyler Adams        | USA            | Wappingers Falls | 1999. február 14. (26 éves)    | 92                | 2       | New York Red Bulls       | 20 000 000 | 2025.06.30.       |
| 18            | Christopher Nkunku | francia · COD  | Lagny-sur-Marne  | 1997. november 14. (27 éves)   | 117               | 34      | Paris Saint-Germain FC   | 55 000 000 | 2024.06.30.       |
| 25            | Dani Olmo          | spanyol        | Terrassa         | 1998. május 7. (26 éves)       | 74                | 15      | GNK Dinamo Zagreb        | 50 000 000 | 2024.06.30.       |
| 27            | Konrad Laimer      | osztrák        | Salzburg         | 1997. május 27. (27 éves)      | 143               | 7       | FC Red Bull Salzburg     | 26 000 000 | 2023.06.30.       |
| 37            | Sidney Raebiger    | német          | Langenau         | 2005. április 17. (19 éves)    | 3                 | 0       | utánpótlásból került fel | 750 000    | 2024.06.30.       |
| 44            | Kevin Kampl        | szlovén        | Solingen         | 1990. október 9. (34 éves)     | 157               | 6       | Bayer 04 Leverkusen      | 8 000 000  | 2023.06.30.       |
| 46            | Ben Klefisch       | német          | Leverkusen       | 2003. július 2. (21 éves)      | 0                 | 0       | utánpótlásból került fel | 200 000    | 2024.06.30.       |
| Támadók       |                    |                |                  |                                |                   |         |                          |            |                   |
| 9             | Yussuf Poulsen     | dán            | Koppenhága       | 1994. június 15. (30 éves)     | 316               | 80      | Lyngby BK                | 21 000 000 | 2024.06.30.       |
| 10            | Emil Forsberg      | svéd           | Sundsvall        | 1991. október 23. (33 éves)    | 243               | 54      | Malmö FF                 | 16 000 000 | 2025.06.30.       |
| 17            | Szoboszlai Dominik | magyar         | Székesfehérvár   | 2000. október 25. (24 éves)    | 27                | 8       | FC Red Bull Salzburg     | 28 000 000 | 2026.06.30.       |
| 33            | André Silva        | POR            | Baguim do Monte  | 1995. november 6. (29 éves)    | 33                | 12      | Eintracht Frankfurt      | 38 000 000 | 2026.06.30.       |
| 38            | Hugo Novoa         | spanyol        | Bertamiráns      | 2003. január 24. (22 éves)     | 8                 | 1       | utánpótlásból került fel | 1 500 000  | 2024.06.30.       |

## Szakmai stáb
| Vezetőedző    | Domenico Tedesco          |
| Segédedző     | Marco Kurth               |
| Segédedző     | Max Urwantschky           |
| Kapusedző     | Frederik Gößling          |
| Erőnléti edző | Kai Kraft                 |
| Erőnléti edző | Daniel Behlau             |
| Erőnléti edző | Ruwen Faller              |
| Csapat orvos  | Dr. Robert Percy Marshall |
| Gyógytornász  | Nikolaus Schmid           |
| Gyógytornász  | Christopher Weichert      |

## Bundesliga

### Augusztus
| 2021. augusztus 15. 15:30 |

| Mainz        | 1 – 0               | RB Leipzig |
| ------------ | ------------------- | ---------- |
| Niakhaté 13' | (1 – 0) Jegyzőkönyv |            |

| Opel Arena, Mainz Játékvezető: Daniel Siebert (német) |

| 2021. augusztus 20. 20:30 |

| RB Leipzig                                                | 4 – 0               | Stuttgart |
| --------------------------------------------------------- | ------------------- | --------- |
| Szoboszlai 38', 52' Forsberg 46' Silva An. 65' (11-esből) | (1 – 0) Jegyzőkönyv |           |

| Red Bull Arena, Lipcse Játékvezető: Florian Badstübner (német) |

| 2021. augusztus 29. 17:30 |

| Wolfsburg      | 1 – 0               | RB Leipzig |
| -------------- | ------------------- | ---------- |
| Roussillon 52' | (0 – 0) Jegyzőkönyv |            |

| Volkswagen Arena, Wolfsburg Nézőszám: 12 058 Játékvezető: Tobias Stieler (német) |

### Szeptember
| 2021. szeptember 11. 18:30 |

| RB Leipzig | 1 – 4               | Bayern München                                                      |
| ---------- | ------------------- | ------------------------------------------------------------------- |
| Laimer 58' | (0 – 1) Jegyzőkönyv | 12' (11-esből) Lewandowski 47' Musiala 54' Sané 90+2' Choupo-Moting |

| Red Bull Arena, Lipcse Nézőszám: 34 000 Játékvezető: Deniz Aytekin (német) |

| 2021. szeptember 18. 18:30 |

| 1. FC Köln  | 1 – 1               | RB Leipzig  |
| ----------- | ------------------- | ----------- |
| Modeste 53' | (0 – 0) Jegyzőkönyv | 71' Haidara |

| RheinEnergieStadion, Köln Nézőszám: 25 000 Játékvezető: Felix Brych (német) |

| 2021. szeptember 25. 15:30 |

| RB Leipzig                                                                         | 6 – 0               | Hertha                                |
| ---------------------------------------------------------------------------------- | ------------------- | ------------------------------------- |
| Nkunku 16', 70' Poulsen 23' Mukiele 45+4', 62' Forsberg 60' (11-esből) Haidara 77' | (3 – 0) Jegyzőkönyv | 25' Darida 59' Stark 85' Plattenhardt |

| Red Bull Arena, Lipcse Nézőszám: 23 500 Játékvezető: Sascha Stegemann (német) |

### Október
| 2021. október 2. 18:30 |

| RB Leipzig                             | 3 – 0               | Bochum     |
| -------------------------------------- | ------------------- | ---------- |
| Angeliño 58' Silva 70' Nkunku 73', 78' | (0 – 0) Jegyzőkönyv | 80' Tesche |

| Red Bull Arena, Lipcse Nézőszám: 25 598 Játékvezető: Robert Hartmann (német) |

| 2021. október 16. 15:30 |

| Freiburg  | 1 – 1           | RB Leipzig                                                               |
| --------- | --------------- | ------------------------------------------------------------------------ |
| Jeong 64' | (–) Jegyzőkönyv | 32' (11-esből) Forsberg 44' Haidara 57' Gvardiol 85' Simakan 89' Mukiele |

| SC-Stadion, Freiburg Nézőszám: 20 000 Játékvezető: Daniel Siebert (német) |

| 2021. október 23. 15:30 |

| RB Leipzig                                                           | 4 – 1               | Greuther Fürth        |
| -------------------------------------------------------------------- | ------------------- | --------------------- |
| Angeliño 15' Kampl 36' Poulsen 47' Forsberg 52' (11-esből) Novoa 88' | (1 – 1) Jegyzőkönyv | 45' (11-esből) Hrgota |

| Red Bull Arena, Lipcse Nézőszám: 24 758 Játékvezető: Christian Dingert (német) |

| 2021. október 30. 18:30 |

| Eintracht Frankfurt  | 1 – 1               | RB Leipzig                |
| -------------------- | ------------------- | ------------------------- |
| Trapp 69' Tuta 90+4' | (0 – 1) Jegyzőkönyv | 35' Poulsen 90+3' Gulácsi |

| Deutsche Bank Park, Frankfurt Nézőszám: 31 000 Játékvezető: Daniel Schlager (német) |

### November
| 2021. november 6. 18:30 |

| RB Leipzig                                           | 2 – 1               | Dortmund                                                        |
| ---------------------------------------------------- | ------------------- | --------------------------------------------------------------- |
| Nkunku 29' Adams 40' Poulsen 65', 68' Szoboszlai 88' | (1 – 0) Jegyzőkönyv | 31' Bellingham 31', 52' Reus Witsel 38' Meunier 55' Moukoko 89' |

| Red Bull Arena, Lipcse Nézőszám: 43 429 Játékvezető: Felix Zwayer (német) |

| 2021. november 20. 15:30 |

| Hoffenheim                              | 2 – 0               | RB Leipzig   |
| --------------------------------------- | ------------------- | ------------ |
| Samassékou 12' Grillitsch 42' Dabúr 68' | (1 – 0) Jegyzőkönyv | 35' A. Silva |

| Rhein-Neckar-Arena, Hoffenheim Nézőszám: 13 233 Játékvezető: Tobias Welz (német) |

| 2021. november 28. 17:30 |

| RB Leipzig                        | 1 – 3               | Bayer Leverkusen                                                 |
| --------------------------------- | ------------------- | ---------------------------------------------------------------- |
| Forsberg 38' Silva 62' Szoboszlai | (0 – 2) Jegyzőkönyv | 14' Andrich 21' Wirtz 34' Diaby 64', 90+3' Frimpong 82' Hrádecký |

| Red Bull Arena, Lipcse Nézőszám: 0 Játékvezető: Benjamin Cortus (német) |

### December
| 2021. december 3. 20:30 |

| Union Berlin                         | 2 – 1               | RB Leipzig                |
| ------------------------------------ | ------------------- | ------------------------- |
| Awoniyi 6' Baumgartl 57' Khedira 64' | (1 – 1) Jegyzőkönyv | 13' Nkunku 65' Szoboszlai |

| Stadion An der Alten Försterei, Köpenick Nézőszám: 13 506 Játékvezető: Harm Osmers (német) |

| 2021. december 11. 15:30 |

| RB Leipzig                                                                    | 4 – 1               | Borussia Mönchengladbach               |
| ----------------------------------------------------------------------------- | ------------------- | -------------------------------------- |
| Gvardiol 21', 81' Silva 32' Orbán 59' Simakan 89' Nkunku 90+1' Henrichs 90+4' | (2 – 0) Jegyzőkönyv | 41' Embolo 42' Stindl 42' ben-Szebajni |

| Red Bull Arena, Lipcse Nézőszám: 0 (zárt kapus mérkőzés) Játékvezető: Bastian Dankert (német) |

| 2021. december 15. 20:30 |

| Augsburg                                               | 1 – 1               | RB Leipzig |
| ------------------------------------------------------ | ------------------- | ---------- |
| Dorsch 44' Caligiuri 86' (11-esből) Sarenren Bazee 87' | (0 – 1) Jegyzőkönyv | 19' Silva  |

| WWK ARENA, Augsburg Nézőszám: 0 (zárt kapus mérkőzés) Játékvezető: Florian Badstübner (német) |

| 2021. december 18. 15:30 |

| RB Leipzig | 0 – 2               | Arminia Bielefeld                                    |
| ---------- | ------------------- | ---------------------------------------------------- |
|            | (0 – 0) Jegyzőkönyv | 26' Andrade 57' Serra 70′ Klos 75' Okugava 90' Kunze |

| Red Bull Arena, Lipcse Nézőszám: 0 Játékvezető: Frank Willenborg (német) |

### Január
| 2022. január 8. 15:30 |

| RB Leipzig                               | 4 – 1           | Mainz                          |
| ---------------------------------------- | --------------- | ------------------------------ |
| Silva 21', 61' Szoboszlai 47' Nkunku 58' | (–) Jegyzőkönyv | 16', 57' Lee 57′ Hack 59' Bell |

| Red Bull Arena, Lipcse Nézőszám: 0 Játékvezető: Deniz Aytekin (német) |

| 2022. január 15. 15:30 |

| Stuttgart                               | 0 – 2               | RB Leipzig                                  |
| --------------------------------------- | ------------------- | ------------------------------------------- |
| Coulibaly 8' Tibidi 53' Kalajdžić 90+2' | (0 – 1) Jegyzőkönyv | 11' (11-esből) Silva 55' Poulsen 70' Nkunku |

| Mercedes-Benz Arena, Stuttgart Nézőszám: 500 Játékvezető: Daniel Schlager (német) |

| 2022. január 23. 15:30 |

| RB Leipzig                                                                   | 2 – 1           | Wolfsburg   |
| ---------------------------------------------------------------------------- | --------------- | ----------- |
| Simakan 34' Henrichs 37' Kampl 67' Olmo 73' Orbán 76' Adams 82' Gvardiol 84' | (–) Jegyzőkönyv | 59' Lacroix |

| Red Bull Arena, Lipcse Nézőszám: 1 000 Játékvezető: Daniel Siebert (német) |

### Február
| 2022. február 5. 18:30 |

| Bayern München                                        | 3 – 2               | RB Leipzig                                          |
| ----------------------------------------------------- | ------------------- | --------------------------------------------------- |
| Müller 12' Hernández 22' Lewandowski 44' Gvardiol 58' | (2 – 1) Jegyzőkönyv | 27' Silva 45+1' Laimer 53', 63' Nkunku 74' Henrichs |

| Allianz Arena, München Nézőszám: 10 000 Játékvezető: Sven Jablonski (német) |

| 2022. február 11. 20:30 |

| RB Leipzig                                    | 3 – 1               | Köln                                   |
| --------------------------------------------- | ------------------- | -------------------------------------- |
| Nkunku 25' Olmo 54' Angeliño 57' Gvardiol 62' | (1 – 0) Jegyzőkönyv | 9' Thielmann 35' Hübers 90+1' Lemperle |

| Red Bull Arena, Lipcse Nézőszám: 15 000 Játékvezető: Florian Badstübner (német) |

| 2022. február 20. 19:30 |

| Hertha                                          | 1 – 6               | RB Leipzig                                                                                      |
| ----------------------------------------------- | ------------------- | ----------------------------------------------------------------------------------------------- |
| Richter 25' Jovetić 48' Kempf 62′ Ascacíbar 48' | (0 – 1) Jegyzőkönyv | 20' Henrichs 34' Gvardiol 64' (11-esből), 67', 64' Nkunku 74' Olmo 82', 84' Haidara 89' Poulsen |

| Olimpiai Stadion, Berlin Nézőszám: 10 000 Játékvezető: Patrick Ittrich (német) |

| 2022. február 27. 15:30 |

| Bochum     | 0 – 1               | RB Leipzig             |
| ---------- | ------------------- | ---------------------- |
| Gamboa 87' | (0 – 0) Jegyzőkönyv | 71' Simakan 82' Nkunku |

| Ruhrstadion, Bochum Nézőszám: 10 000 Játékvezető: Felix Brych (német) |

### Március
| 2022. március 5. 15:30 |

| RB Leipzig                | 1 – 1               | Freiburg      |
| ------------------------- | ------------------- | ------------- |
| Henrichs 68' Angeliño 90' | (0 – 1) Jegyzőkönyv | 38' Demirović |

| Red Bull Arena, Lipcse Nézőszám: 24 758 Játékvezető: Felix Zwayer (német) |

| 2022. március 13. 19:30 |

| Greuther Fürth                     | 1 – 6               | RB Leipzig                                                            |
| ---------------------------------- | ------------------- | --------------------------------------------------------------------- |
| Leweling 4' Willems 23' Abiama 87' | (1 – 4) Jegyzőkönyv | 17' Silva 32' Forsberg 35' Laimer 45' Henrichs 59' Simakan 69' Nkunku |

| Sportpark Ronhof, Fürth Nézőszám: 9 418 Játékvezető: Sven Jablonski (német) |

| 2022. március 20. 15:30 |

| RB Leipzig | 0 – 0       | Eintracht Frankfurt                                            |
| ---------- | ----------- | -------------------------------------------------------------- |
| Laimer 19' | Jegyzőkönyv | 35' Ndicka 50' Hinteregger 56' Hrustic 90+1' Hauge 90+3' Jakić |

| Red Bull Arena, Lipcse Nézőszám: 43 058 Játékvezető: Christian Dingert (német) |

### Április
| 2022. április 2. 18:30 |

| Borussia Dortmund                 | 1 – 4               | Freiburg                                      |
| --------------------------------- | ------------------- | --------------------------------------------- |
| Hazard 45' Can 80' Malen 84', 88' | (0 – 2) Jegyzőkönyv | 21', 30' Laimer 54' Kampl 58' Nkunku 86' Olmo |

| Signal Iduna Park, Dortmund Nézőszám: 81 365 Játékvezető: Marco Fritz (német) |

| 2022. április 10. 19:30 |

| RB Leipzig                                           | 3 – 0       | Hoffenheim                 |
| ---------------------------------------------------- | ----------- | -------------------------- |
| Nkunku 5' Halstenberg 20' Szoboszlai 44' Mukiele 76' | Jegyzőkönyv | 71' Kadeřábek 77' Richards |

| Red Bull Arena, Lipcse Nézőszám: 35 112 Játékvezető: Bastian Dankert (német) |

| 2022. április 17. 19:30 |

| Bayer Leverkusen         | 0 – 1               | Freiburg                    |
| ------------------------ | ------------------- | --------------------------- |
| Hincapié 48' Andrich 72' | (0 – 0) Jegyzőkönyv | 36' Gvardiol 69' Szoboszlai |

| BayArena, Leverkusen Nézőszám: 26 119 Játékvezető: Daniel Siebert (német) |

| 2022. április 23. 15:30 |

| RB Leipzig                       | 1 – 2               | Union Berlin                               |
| -------------------------------- | ------------------- | ------------------------------------------ |
| Poulsen 46' Olmo 87' Adams 90+6' | (0 – 0) Jegyzőkönyv | 86' Michel 89', 90+1' Behrens Rønnow 90+4' |

| Red Bull Arena, Lipcse Nézőszám: 45 770 Játékvezető: Daniel Schlager (német) |

### Május
| 2022. május 2. 20:30 |

| Mönchengladbach                                                                   | 3 – 1               | RB Leipzig                          |
| --------------------------------------------------------------------------------- | ------------------- | ----------------------------------- |
| Embolo 17' Stindl 23' Hofmann 45+2', 77', 90+2' Elvedi 64′ Koné 88' Neuhaus 90+1' | (2 – 1) Jegyzőkönyv | 10' Gvardiol 22' Simakan 36' Nkunku |

| Borussia-Park Stadion, Mönchengladbach Nézőszám: 35 324 Játékvezető: Martin Petersen (német) |

| 2022. május 8. 19:30 |

| RB Leipzig                                             | 4 – 0               | Augsburg                   |
| ------------------------------------------------------ | ------------------- | -------------------------- |
| Forsberg 36', 64' (11-esből) Silva 40' Nkunku 48', 57' | (1 – 0) Jegyzőkönyv | 73' Gouweleeuw 77' Günther |

| Red Bull Arena, Lipcse Nézőszám: 37 029 Játékvezető: Bastian Dankert (német) |

| 2022. május 14. 15:30 |

| Arminia Bielefeld     | 1 – 1               | RB Leipzig            |
| --------------------- | ------------------- | --------------------- |
| Serra 70' Nilsson 85' | (0 – 0) Jegyzőkönyv | 88' Adams 90+3' Orbán |

| Schüco Arena, Bielefeld Nézőszám: 22 719 Játékvezető: Daniel Siebert (német) |

## Német kupa (DFB-Pokal)
| 2021. augusztus 7. 15:30 |

| Sandhausen | 0 – 4               | RB Leipzig                                                  |
| ---------- | ------------------- | ----------------------------------------------------------- |
|            | (0 – 2) Jegyzőkönyv | 19' Orbán W. 45' Haidara A. 60' Nkunku C. 81' Szoboszlai D. |

| BWT-Stadion am Hardtwald, Sandhausen Nézőszám: 4 067 Játékvezető: Daniel Schlager (német) |

| 2021. október 26. 18:30 |

| Babelsberg 03                   | 0 – 1       | RB Leipzig        |
| ------------------------------- | ----------- | ----------------- |
| Wilton 42' Gencel 49' 74' Frahn | Jegyzőkönyv | 45' Szoboszlai D. |

| Karl-Liebknecht-Stadion, Potsdam Nézőszám: 6 218 Játékvezető: Benjamin Cortus (német) |

| 2022. január 19. 18:30 |

| RB Leipzig          | 2 – 0               | Hansa Rostock      |
| ------------------- | ------------------- | ------------------ |
| Poulsen 6' Olmo 82' | (1 – 0) Jegyzőkönyv | 23' Mamba 53' Bahn |

| Red Bull Arena, Lipcse Nézőszám: 1 000 Játékvezető: Sven Jablonski (német) |

| 2022. március 2. 18:30 |

| Hannover 96 | 0 – 4       | RB Leipzig                                       |
| ----------- | ----------- | ------------------------------------------------ |
| Hult 62'    | Jegyzőkönyv | 17', 22' Nkunku 49' Simakan 67' Laimer 73' Silva |

| HDI-Arena, Hannover Nézőszám: 25 000 Játékvezető: Marco Fritz (német) |

| 2022. április 20. 20:45, elődöntő |

| RB Leipzig                                           | 2 – 1               | Union Berlin          |
| ---------------------------------------------------- | ------------------- | --------------------- |
| Laimer 35' André Silva 61' (11-esből) Forsberg 90+3' | (1 – 1) Jegyzőkönyv | 25' Becker 43' Knoche |

| Red Bull Arena, Lipcse Játékvezető: Felix Brych (német) |

| 2022. május 21. 20:00 (CEST) |

| SC Freiburg                                | 1 – 1 (h. u.)       | RB Leipzig                 |
| ------------------------------------------ | ------------------- | -------------------------- |
|                                            | (1 – 1) Jegyzőkönyv |                            |
| Büntetőpárbaj                              |                     |                            |
| Petersen Günter N. Schlotterbeck Demirović | 2–4                 | Nkunku Orbán Olmo Henrichs |

| Olimpiai Stadion, Berlin Nézőszám: 74 322 Játékvezető: Sascha Stegemann (német) |

| SC Freiburg | RB Leipzig |

| GK                | 26 | Mark Flekken         |      |      |
| CB                | 5  | Manuel Gulde         |      | 106' |
| CB                | 3  | Philipp Lienhart     | 90'  |      |
| CB                | 4  | Nico Schlotterbeck   |      |      |
| RM                | 17 | Lukas Kübler         | 81'  | 86'  |
| CM                | 8  | Maximilian Eggestein |      | 86'  |
| CM                | 27 | Nicolas Höfler       |      |      |
| LM                | 30 | Christian Günter (c) |      |      |
| RW                | 22 | Sallai Roland        |      | 79'  |
| LW                | 32 | Vincenzo Grifo       |      |      |
| CF                | 9  | Lucas Höler          |      | 79'  |
| Cserék:           |    |                      |      |      |
| GK                | 1  | Benjamin Uphoff      |      |      |
| DF                | 7  | Jonathan Schmid      |      | 86'  |
| DF                | 25 | Kiliann Sildillia    |      |      |
| DF                | 31 | Keven Schlotterbeck  |      | 106' |
| MF                | 19 | Janik Haberer        |      | 86'  |
| MF                | 33 | Noah Weißhaupt       |      |      |
| FW                | 11 | Ermedin Demirović    | 113' | 79'  |
| FW                | 18 | Nils Petersen        |      | 79'  |
| FW                | 29 | Jeong Woo-yeong      |      |      |
| Vezetőedző:       |    |                      |      |      |
| Christian Streich |    |                      |      |      |

| GK               | 1                | Gulácsi Péter (c)  |       |      |
| CB               | 2                | Mohamed Simakan    | 57'   | 113' |
| CB               | 4                | Willi Orbán        |       |      |
| CB               | 23               | Marcel Halstenberg | 57′   |      |
| RM               | 16               | Lukas Klostermann  |       |      |
| CM               | 27               | Konrad Laimer      |       | 99'  |
| CM               | 44               | Kevin Kampl        | 2'    | 69'  |
| LM               | 39               | Benjamin Henrichs  |       |      |
| RW               | 10               | Emil Forsberg      | 82'   | 61'  |
| LW               | 18               | Christopher Nkunku |       |      |
| CF               | 33               | André Silva        |       | 61'  |
| Cserék:          |                  |                    |       |      |
| GK               | 31               | Josep Martínez     |       |      |
| DF               | 3                | Angeliño           |       |      |
| DF               | 22               | Nordi Mukiele      |       | 61'  |
| DF               | 32               | Joško Gvardiol     |       | 113' |
| MF               | 8                | Amadou Haidara     |       |      |
| MF               | 14               | Tyler Adams        |       | 99'  |
| MF               | 17               | Szoboszlai Dominik |       | 61'  |
| MF               | 25               | Dani Olmo          |       | 69'  |
| FW               | 9                | Yussuf Poulsen     |       |      |
| Vezetőedző:      |                  |                    |       |      |
| Domenico Tedesco | Domenico Tedesco | Domenico Tedesco   | 90+2' |      |

| A mérkőzés legjobb játékosa: Nico Schlotterbeck (Freiburg) Asszisztensek: Mike Pickel (Mendig) Frederick Assmuth (Köln) Negyedik játékvezető: Robert Schröder (Hannover) Videobíró: Sören Storks (Ramsdorf) Videobíró asszisztense: Christian Gittelmann (Gauersheim) | Szabályok - 90 perc játékidő. - Döntetlen esetén 30 perc hosszabbítás. - Ezt követően büntetőrúgások következnek, ha továbbra sincs döntés. - Kilenc nevezhető cserejátékos. - Maximum öt cserelehetőség, hosszabbítás esetén hat. |

## Bajnokok ligája

### A csoport
| Hely. | Csapat                  | M | Gy | D | V | G+ | G– | Gk  | P  | Továbbjutás                                      |  | MCI | PSG | LPZ | BRU |
| ----- | ----------------------- | - | -- | - | - | -- | -- | --- | -- | ------------------------------------------------ |  | --- | --- | --- | --- |
| 1.    | Manchester City (T)     | 6 | 4  | 0 | 2 | 18 | 10 | +8  | 12 | Továbbjut a nyolcaddöntőbe                       |  | —   | 2–1 | 6–3 | 4–1 |
| 2.    | Paris Saint-Germain (T) | 6 | 3  | 2 | 1 | 13 | 8  | +5  | 11 | Továbbjut a nyolcaddöntőbe                       |  | 2–0 | —   | 3–2 | 4–1 |
| 3.    | RB Leipzig (K)          | 6 | 2  | 1 | 3 | 15 | 14 | +1  | 7  | Átkerül az Európa-liga nyolcaddöntő rájátszásába |  | 2–1 | 2–2 | —   | 1–2 |
| 4.    | Club Brugge (K)         | 6 | 1  | 1 | 4 | 6  | 20 | −14 | 4  |                                                  |  | 1–5 | 1–1 | 0–5 | —   |

| 2021. szeptember 15. 21:00 |

| Manchester City                                                                | 6 – 3               | RB Leipzig           |
| ------------------------------------------------------------------------------ | ------------------- | -------------------- |
| Aké 16' Mukiele 28' Mahrez 45+2' (11-esből) Grealish 56' Cancelo 75' Jesus 86' | (3 – 1) Jegyzőkönyv | 42', 51', 73' Nkunku |

| Etihad Stadion, Manchester, Anglia Nézőszám: 38 062 Játékvezető: Serdar Gözübüyük (holland) |

| 2021. szeptember 28. 21:00 |

| RB Leipzig | 1–2               | Club Brugge          |
| ---------- | ----------------- | -------------------- |
| Nkunku 5'  | (1–2) Jegyzőkönyv | Vanaken 22' Rits 40' |

| Red Bull Arena, Lipcse Nézőszám: 23 500 Játékvezető: Vinčić (szlovén) |

| 2021. október 19. 21:00 |

| PSG                                                       | 3 – 2               | RB Leipzig                                            |
| --------------------------------------------------------- | ------------------- | ----------------------------------------------------- |
| Mbappé 9', Gueye 48' Hakimi 64' Messi 67', 74' (11-esből) | (1 – 1) Jegyzőkönyv | 18' Orbán 28' Silva 38' Simakan 57' Mukiele 84' Adams |

| Parc des Princes, Párizs, Franciaország Nézőszám: 47 359 Játékvezető: Marco Guida (olasz) |

| 2021. november 3. 21:00 |

| RB Leipzig                                                           | 2 – 2               | PSG                                                                                              |
| -------------------------------------------------------------------- | ------------------- | ------------------------------------------------------------------------------------------------ |
| Nkunku 8' Silva Adams 25' Simakan 69' Szoboszlai 90+2' Poulsen 90+5' | (1 – 2) Jegyzőkönyv | 10' Pereira 21', 39' Wijnaldum 32' Kimpembe 62' Mendes 74' Neymar 90+1' Donnarumma 90+5' Herrera |

| Red Bull Arena, Lipcse, Németország Nézőszám: 39 794 Játékvezető: Andreas Ekberg (svéd) |

| 2021. november 24. 21:00 |

| Club Brugge                     | 0 – 5               | RB Leipzig                                                              |
| ------------------------------- | ------------------- | ----------------------------------------------------------------------- |
| Lang 63' Balanta 85' Wesley 85' | (0 – 4) Jegyzőkönyv | 12', 90+3' Nkunku 17' (11-esből), 45+1' Forsberg 26', Silva 86', Moriba |

| Jan Breydel Stadion, Brugge, Belgium Nézőszám: 24 072 Játékvezető: Davide Massa (olasz) |

| 2021. december 7. 18:45 |

| RB Leipzig                                     | 2 – 1               | Manchester City                                |
| ---------------------------------------------- | ------------------- | ---------------------------------------------- |
| Kampl 14' Szoboszlai 24' Silva 71' Adams 90+1' | (1 – 0) Jegyzőkönyv | 30' De Bruyne 76' Mahrez 76' Stones 82′ Walker |

| Red Bull Arena, Lipcse, Németország Nézőszám: 0 Játékvezető: Sandro Schärer (svájci) |

## Európa-liga

### Nyolcaddöntők rájátszása
| 2022. február 17. 21:00 |

| RB Leipzig                         | 2 – 2               | Real Sociedad               |
| ---------------------------------- | ------------------- | --------------------------- |
| Nkunku 30' Forsberg 81' (11-esből) | (1 – 1) Jegyzőkönyv | 8' Le Normand 64' Oyarzabal |

| Red Bull Arena, Lipcse, Németország Nézőszám: 21 113 Játékvezető: Cüneyt Çakır (török) |

| 2022. február 24. 18:45 |

| Real Sociedad | 1 – 3 (3 – 5 össz.) | RB Leipzig                                                        |
| ------------- | ------------------- | ----------------------------------------------------------------- |
| Zubimendi 67' | (0 – 1) Jegyzőkönyv | , 59', 63' Silva 39', 72' Orbán 85' Kampl 89' (11-esből) Forsberg |

| Estadio Anoeta, San Sebastián, Spanyolország Nézőszám: 30 113 Játékvezető: Anthony Taylor (angol) |

### Nyolcaddöntők
| 2022. március 10. 2022. február 28-án a az ukrajnai orosz inváziót követően a FIFA és az UEFA minden versenyből kizárta az oroszok klubjait és válogatottjait. így a Lipcsei klub automatikusan továbbjutott a negyeddöntőbe. |

| RB Leipzig | –   | Szpartak Moszkva |
| ---------- | --- | ---------------- |
|            | (–) |                  |

| Red Bull Arena, Lipcse, Németország |

| 2022. március 17. 2022. február 28-án a az ukrajnai orosz inváziót követően a FIFA és az UEFA minden versenyből kizárta az oroszok klubjait és válogatottjait. így a Lipcsei klub automatikusan továbbjutott a negyeddöntőbe. |

| Szpartak Moszkva | –   | RB Leipzig |
| ---------------- | --- | ---------- |
|                  | (–) |            |

|  |

### Negyeddöntők
| 2022. április 7. 18:45 |

| RB Leipzig                                        | 1 – 1               | Atalanta               |
| ------------------------------------------------- | ------------------- | ---------------------- |
| Gvardiol 51' Silva Zappacosta 58' Halstenberg 85' | (0 – 1) Jegyzőkönyv | 3' Palomino 17' Muriel |

| Red Bull Arena, Lipcse, Németország Nézőszám: 36 029 Játékvezető: Michael Oliver (angol) |

| 2022. április 14. 18:45 |

| Atalanta                                                                           | 0 – 2 (tj: az RB Leipzig 3 – 1 -el) | RB Leipzig                                                                  |
| ---------------------------------------------------------------------------------- | ----------------------------------- | --------------------------------------------------------------------------- |
| Zapata 58' Freuler 59' Demiral 60' Koopmeiners 75' Hateboer 90+2' Zappacosta 90+5' | (0 – 1) Jegyzőkönyv                 | 18', 87' (11-esből) Nkunku 49' Henrichs 62' Orbán 90+5' Simakan 90+6' Kampl |

| Atleti Azzurri d’Italia, Bergamo, Olaszország Nézőszám: 17 905 Játékvezető: Antonio Mateu Lahoz (spanyol) |

### Elődöntők
| 2022. április 28. 21:00 |

| RB Leipzig   | 1 – 0               | Rangers                       |
| ------------ | ------------------- | ----------------------------- |
| Angeliño 85' | (0 – 0) Jegyzőkönyv | 90+2' Goldson 90+3' Tavernier |

| Red Bull Arena, Lipcse, Németország Nézőszám: 40 303 Játékvezető: Benoît Bastien (francia) |

| 2022. május 5. 20:00 |

| Rangers                                                                   | 3 – 1 (3 – 2-vel bejutott a Rangers a döntőbe) | RB Leipzig           |
| ------------------------------------------------------------------------- | ---------------------------------------------- | -------------------- |
| Tavernier 19' Kamara 24' Bassey 26' Goldson 31' Barišić 44' Lundstram 82' | (2 – 0) Jegyzőkönyv                            | 52' Kampl 71' Nkunku |

| Ibrox Stadion, Glasgow, Skócia Nézőszám: 49 397 Játékvezető: Artur Soares Dias (portugál) |

## Statisztika
Legutóbb frissítve: 2022. május 21-én lett.
| Kiírás          | Statisztikák | Statisztikák | Statisztikák | Statisztikák | Statisztikák | Statisztikák | Statisztikák | Kezdő forduló/ helyezés  | Végső forduló/ helyezés | Mérkőzések dátumai   | Mérkőzések dátumai | Mérkőzések dátumai |
| Kiírás          | M            | GY           | D            | V            | LG–KG        | GK           | Gy %         | Kezdő forduló/ helyezés  | Végső forduló/ helyezés | Első                 | Utolsó             | Következő          |
| --------------- | ------------ | ------------ | ------------ | ------------ | ------------ | ------------ | ------------ | ------------------------ | ----------------------- | -------------------- | ------------------ | ------------------ |
| Bundesliga      | 34           | 17           | 07           | 010          | 72 – 37      | +35          | 50.00%       | 13.                      | 4.                      | 2021. augusztus 13.  | 2022. május 14.    | -                  |
| Német kupa      | 06           | 05           | 01           | 0            | 14 – 2       | +12          | 83.33%       | (legjobb 32)             | Győztes                 | 2021. augusztus 7.   | 2022. május 21.    | -                  |
| Bajnokok ligája | 06           | 02           | 01           | 03           | 15 – 14      | +1           | 33.33%       | (csoportkör)             | (csoportkör)            | 2021. szeptember 15. | 2021. december 7.  | -                  |
| Európa-liga     | 06           | 03           | 02           | 01           | 10 – 7       | +3           | 50.00%       | Egyenes kieséses szakasz | Elődöntős               | 2022. február 17.    | 2022. május 5.     | -                  |
| Összesen        | 52           | 027          | 010          | 015          | 110 – 60     | +50          | 51.92%       | –                        | –                       | –                    | –                  | –                  |

| Összesen | Összesen | Összesen | Összesen | Összesen | Összesen | Összesen | Otthon | Otthon | Otthon | Otthon | Otthon  | Otthon | Otthon | Idegenben | Idegenben | Idegenben | Idegenben | Idegenben | Idegenben | Idegenben |
| M        | GY       | D        | V        | LG–KG    | GK       | P        | M      | GY     | D      | V      | LG–KG   | GK     | P      | M         | GY        | D         | V         | LG–KG     | GK        | P         |
| -------- | -------- | -------- | -------- | -------- | -------- | -------- | ------ | ------ | ------ | ------ | ------- | ------ | ------ | --------- | --------- | --------- | --------- | --------- | --------- | --------- |
| 34       | 17       | 7        | 10       | 72 – 37  | +35      | 58       | 17     | 11     | 2      | 4      | 43 – 17 | +26    | 35     | 17        | 6         | 5         | 6         | 29 – 20   | +9        | 23        |

### Keret statisztika
Legutóbb frissítve: 2022. május  21-én lett.
| Mezszám                         | Poszt | Név                  | Bundesliga    | Bundesliga | Német kupa (DFB-Pokal) | Német kupa (DFB-Pokal) | Bajnokok Ligája | Bajnokok Ligája | Európa-liga   | Európa-liga | Összesen      | Összesen |
| Mezszám                         | Poszt | Név                  | Pályára lépés | Gól        | Pályára lépés          | Gól                    | Pályára lépés   | Gól             | Pályára lépés | Gól         | Pályára lépés | Gól      |
| ------------------------------- | ----- | -------------------- | ------------- | ---------- | ---------------------- | ---------------------- | --------------- | --------------- | ------------- | ----------- | ------------- | -------- |
| 1                               | GK    | Gulácsi Péter        | 33            | 0          | 5                      | 0                      | 5               | 0               | 6             | 0           | 49            | 0        |
| 2                               | DF    | Mohamed Simakan      | 28            | 1          | 6                      | 0                      | 4               | 0               | 3             | 0           | 41            | 1        |
| 3                               | DF    | Angeliño             | 29            | 2          | 5                      | 0                      | 5               | 0               | 6             | 1           | 45            | 3        |
| 4                               | DF    | Willi Orbán          | 30            | 2          | 6                      | 1                      | 4               | 0               | 4             | 2           | 44            | 5        |
| 8                               | MF    | Amadou Haidara       | 20            | 3          | 2                      | 1                      | 4               | 0               | 2             | 0           | 28            | 4        |
| 9                               | FW    | Yussuf Poulsen       | 25            | 6          | 3                      | 1                      | 4               | 0               | 5             | 0           | 37            | 7        |
| 10                              | FW    | Emil Forsberg        | 31            | 6          | 5                      | 1                      | 6               | 2               | 4             | 2           | 46            | 11       |
| 13                              | GK    | Philipp Tschauner    | 1             | 0          | 0                      | 0                      | 0               | 0               | 0             | 0           | 1             | 0        |
| 14                              | MF    | Tyler Adams          | 24            | 0          | 4                      | 0                      | 5               | 0               | 4             | 0           | 37            | 0        |
| 16                              | DF    | Lukas Klostermann    | 23            | 0          | 3                      | 0                      | 5               | 0               | 6             | 0           | 37            | 0        |
| 17                              | MF    | Szoboszlai Dominik   | 31            | 6          | 5                      | 2                      | 4               | 2               | 5             | 0           | 45            | 10       |
| 18                              | MF    | Christopher Nkunku   | 34            | 20         | 6                      | 4                      | 6               | 7               | 6             | 4           | 52            | 35       |
| 22                              | DF    | Nordi Mukiele        | 28            | 1          | 2                      | 0                      | 6               | 1               | 2             | 0           | 38            | 2        |
| 23                              | DF    | Marcel Halstenberg   | 8             | 1          | 3                      | 0                      | 0               | 0               | 4             | 0           | 15            | 1        |
| 25                              | MF    | Dani Olmo            | 19            | 3          | 4                      | 1                      | 2               | 0               | 6             | 0           | 31            | 4        |
| 27                              | MF    | Konrad Laimer        | 26            | 4          | 5                      | 1                      | 6               | 0               | 6             | 0           | 43            | 5        |
| 31                              | GK    | Josep Martínez       | 1             | 0          | 1                      | 0                      | 1               | 0               | 0             | 0           | 3             | 0        |
| 32                              | DF    | Joško Gvardiol       | 29            | 2          | 5                      | 0                      | 6               | 0               | 6             | 0           | 46            | 2        |
| 33                              | FW    | André Silva          | 33            | 11         | 6                      | 2                      | 6               | 3               | 6             | 1           | 51            | 17       |
| 35                              | DF    | Solomon Owusu Bonnah | 1             | 0          | 1                      | 0                      | 1               | 0               | 0             | 0           | 3             | 0        |
| 37                              | DF    | Sidney Raebiger      | 1             | 0          | 1                      | 0                      | 0               | 0               | 0             | 0           | 2             | 0        |
| 38                              | FW    | Hugo Novoa           | 8             | 1          | 2                      | 0                      | 1               | 0               | 1             | 0           | 12            | 1        |
| 39                              | DF    | Benjamin Henrichs    | 22            | 3          | 5                      | 0                      | 4               | 0               | 6             | 0           | 37            | 3        |
| 44                              | MF    | Kevin Kampl          | 27            | 0          | 5                      | 0                      | 3               | 0               | 5             | 0           | 40            | 0        |
| 46                              | MF    | Ben Klefisch         | 0             | 0          | 0                      | 0                      | 0               | 0               | 0             | 0           | 0             | 0        |
| Már nem tagja az idei szezonnak |       |                      |               |            |                        |                        |                 |                 |               |             |               |          |
| 7                               | MF    | Marcel Sabitzer      | 2             | 0          | 0                      | 0                      | 0               | 0               | 0             | 0           | 2             | 0        |
| 11                              | FW    | Hvang Hicshan        | 2             | 0          | 1                      | 0                      | 0               | 0               | 0             | 0           | 3             | 0        |
| 19                              | FW    | Alexander Sørloth    | 0             | 0          | 0                      | 0                      | 0               | 0               | 0             | 0           | 0             | 0        |
| 21                              | FW    | Brian Brobbey        | 9             | 0          | 1                      | 0                      | 4               | 0               | 0             | 0           | 14            | 0        |
| 26                              | MF    | Ilaix Moriba         | 2             | 0          | 1                      | 0                      | 3               | 0               | 0             | 0           | 6             | 0        |
| 41                              | FW    | Ademola Lookman      | 0             | 0          | 0                      | 0                      | 0               | 0               | 0             | 0           | 0             | 0        |
| 43                              | DF    | Marcelo Saracchi     | 0             | 0          | 0                      | 0                      | 0               | 0               | 0             | 0           | 0             | 0        |
| 47                              | MF    | Joscha Wosz          | 1             | 0          | 0                      | 0                      | 0               | 0               | 0             | 0           | 1             | 0        |
| –                               | MF    | Caden Clark          | 0             | 0          | 0                      | 0                      | 0               | 0               | 0             | 0           | 0             | 0        |

### Góllövőlista
Legutóbb frissítve: 2022. május 21-én lett.
| #        | Mezszám  | Poszt       | Nemzet        | Név                | Bundesliga | Német kupa (DFB-Pokal) | Bajnokok Ligája | Európa-liga | Összesen |
| -------- | -------- | ----------- | ------------- | ------------------ | ---------- | ---------------------- | --------------- | ----------- | -------- |
| 1        | 20       | középpályás | Franciaország | Christopher Nkunku | 20         | 4                      | 7               | 4           | 35       |
| 2        | 33       | csatár      | Portugália    | André Silva        | 11         | 2                      | 3               | 1           | 17       |
| 3        | 10       | csatár      | Svédország    | Emil Forsberg      | 6          | 1                      | 2               | 2           | 11       |
| 4        | 17       | középpályás | Magyarország  | Szoboszlai Dominik | 6          | 2                      | 2               | 0           | 10       |
| 5        | 9        | csatár      | Dánia         | Yussuf Poulsen     | 6          | 1                      | 0               | 0           | 7        |
| 6        | 27       | középpályás | Ausztria      | Konrad Laimer      | 4          | 1                      | 0               | 0           | 5        |
| 6        | 4        | hátvéd      | Magyarország  | Willi Orbán        | 2          | 1                      | 0               | 2           | 5        |
| 8        | 8        | középpályás | Mali          | Amadou Haidara     | 3          | 1                      | 0               | 0           | 4        |
| 8        | 25       | középpályás | Spanyolország | Dani Olmo          | 3          | 1                      | 0               | 0           | 4        |
| 10       | 3        | hátvéd      | Spanyolország | Angeliño           | 2          | 0                      | 0               | 1           | 3        |
| 10       | 39       | hátvéd      | Németország   | Benjamin Henrichs  | 3          | 0                      | 0               | 0           | 3        |
| 12       | 22       | hátvéd      | Franciaország | Nordi Mukiele      | 1          | 0                      | 1               | 0           | 2        |
| 12       | 32       | hátvéd      | Horvátország  | Joško Gvardiol     | 2          | 0                      | 0               | 0           | 2        |
| 14       | 2        | hátvéd      | Franciaország | Mohamed Simakan    | 1          | 0                      | 0               | 0           | 1        |
| 14       | 23       | hátvéd      | Németország   | Marcel Halstenberg | 1          | 0                      | 0               | 0           | 1        |
| 14       | 38       | csatár      | Spanyolország | Hugo Novoa         | 1          | 0                      | 0               | 0           | 1        |
| Öngólok  | Öngólok  | Öngólok     | Öngólok       | Öngólok            | 0          | 0                      | 0               | 0           | 0        |
| Összesen | Összesen | Összesen    | Összesen      | Összesen           | 72         | 14                     | 15              | 10          | 111      |

## Díjak
- Bundesliga – A hónap legjobb újonca (Rookie of the month): Szoboszlai Dominik (2021 augusztus, 2021 október, 2022 április)[25][26][27]
- Bundesliga – A hónap játékosa: Christopher Nkunku (2021 október)[28] (2022 február, 2022 március, 2022 április)